# مارغريت روبنسون
مارغريت روبنسون هي ناشِطة كندية، ولدت في 1973.